# Könsneutralt personligt pronomen
Könsneutrala personliga pronomen syftar på personbetecknande pronomen som inte innehåller information om semantiskt kön (sexus). För svenska handlar det vanligen om pronomen som används som alternativ när referentens kön är okänt, men många språk har enbart könsneutrala pronomen. Med personliga pronomen menas egentligen den kategori pronomen som uppvisar grammatisk person.
Svenska och andra germanska språk använder normalt sexusmärkta pronomen i tredje person, i svenskan han och hon. Detta kan jämföras med till exempel de finsk-ugriska språken finska, samiska, estniska och ungerska, som saknar könsbestämning i sina pronomen. När man inte vill eller inte kan ange kön kan man i svenskan använda olika former av omskrivningar eller låta ett pronomen – historiskt sett oftast han – få en konventionellt utvidgad betydelse. Pronomen som en och man har i större utsträckning börjat användas, i synnerhet i talspråkspräglade texter.  
Hen har föreslagits som könsneutralt alternativ och vunnit viss spridning, men har även börjat användas för att referera till personer som varken vill bli kallade han eller hon. Sedan 2015 är ordet med i Svenska Akademiens ordlista.

## Bakgrund
I en del språk är vissa av pronomenen könsbestämda, i de fall där pronomenet syftar på en person. Det förekommer åtminstone i orden för du, han eller hon, ni och de. Åter andra språk saknar helt koppling till referentens kön i alla sina pronomen.
Hebreiska har könsbestämda pronomen i både andra och tredje person singular. Ordet du översätts alltså olika beroende på om man tilltalar en man eller en kvinna. Även andra och tredje person plural har könade pronomen i hebreiska.
De germanska språken har könsbestämda pronomen åtminstone i tredje person. Isländskan använder könsbestämda pronomen inte bara om levande varelser utan också om saker och ting, femininum och maskulinum, och i vissa fall även neutrum för icke-levande.
Engelska har könade tredjepersonspronomen precis som i svenska, och det finns ett antal förslag på könsneutrala pronomen som  komplement. Att använda they i singular har fått viss spridning på senare tid (2010-tal), och förekommer dessutom i äldre texter.
Finska, mandarin och turkiska är exempel på språk som saknar könsbestämda pronomen.

## Svenska
När man i svenskan använder ett personligt pronomen för att omtala en individ i tredje person används det könsbestämda hon och han, med objektsformerna henne och honom, och i vissa fall den (särskilt om djur men även abstrakta personer). Om det finns ett behov av att benämna någon i ett sammanhang där personens kön är okänt eller ovidkommande, uppstår ett problem som det finns flera olika lösningar på.

### Eller, den/denne och vederbörande
Den som vill uttrycka sig könsneutralt kan till exempel samordna bägge varianterna med och respektive eller, eller använda det mer neutrala demonstrativa pronomenet denne:
Om en hund springer lös i ett område där det finns vilt, får jakträttshavaren eller någon som företräder honom eller henne ta hand om hunden. När detta har skett skall hundens ägare eller innehavare snarast underrättas. Om denne inte är känd skall i stället polismyndigheten underrättas. Om jakträttshavaren eller den som företräder honom eller henne inte vill ta hand om hunden, skall i stället polismyndigheten omhänderta hunden. – Lag (2007:1150) om tillsyn över hundar och katter
I lagtexter som i exemplet ovan används ofta denne som könsneutralt pronomen, men en invändning mot detta är att denne trots allt är maskulinum, med femininumformen denna. Andra sätt att lösa problemet är att till exempel skriva om till en pluralkonstruktion och använda det könsneutrala de och dem: "Om jakträttshavarna eller den som företräder dem [...]". En lösning som är relativt förankrad i talspråket är att använda den, och detta är en lösning som också tycks vinna större insteg i skriftspråket:
Och om någon vill säga att det var den som gav mig goda grejer i present så kan den göra det. – Godisbloggen
Också adjektivet vederbörande kan användas om en person vars könstillhörighet är okänd.

### Hen och henom
En tänkbar lösning på problemet med könsneutrala pronomen är att uppfinna eller låna in ett nytt pronomen. Under 2010-talet har ett sådant pronomen vunnit viss spridning i svenskan: hen.
Ordet hen har sannolikt inspirerats från finskans hän. Bortsett från de praktiska problemen med att införa ett nytt pronomen i ett så stabilt språk som svenska, är det inte självklart att ordets föreslagna objekts- och genitivformer henom respektive hens upplevs som könsneutrala med tanke på att de ligger mycket närmare honom och hans än henne och hennes.
Pronomenet hen finns med i Nationalencyklopedin sedan 2009, och i Svenska akademiens ordlista sedan 2015.

### H*n och liknande i skrift
I informella skriftliga sammanhang förekommer det att en asterisk används för att ersätta den bokstav som skiljer mellan hon och han, alltså h*n. Även h-n, h?n och h@n förekommer på samma sätt; «@» kan ses som ett sammanfogat «a» och «o».[källa behövs]
Ett annat sätt att skapa könsneutralitet i text är att skriva "han/hon", alternativt "hon/han".

### Omskrivning
En skribent kan också komma från syftningsproblemet om denne lyckas formulera om meningen så att pronomenet försvinner:
- Skribenter kan komma från syftningsproblemet om de formulerar om meningen (omskrivning i plural).
- Det går ibland att komma från syftningsproblemet genom omformulering (formellt subjekt det, nominalisering).
- Syftningsproblemet kan ibland förbigås genom att meningen omformuleras (passiv verbhandling).

### Obestämt "man" och "en"
I svenskan förekommer orden man och en som indefinit pronomen, pronomen med vag syftning, om en obestämd person eller personer, ibland talaren själv. Exempel på detta är meningar som "man kan nog säga att detta är en mycket vacker plats", "man har från regeringens sida inte velat kommentera händelsen", eller "en har väl läst ett och annat om det där".
Svenska akademien beskriver denna användning av "en" som vardaglig eller provinsiell. Objektsformen är i båda fallen en: "man/en blir glad när någon säger något snällt till en".

#### Omformulering och genomgående "en"
Pronomenet "man" är inte i sin betydelse könsbestämt. Ordet är dock homonym till ordet för en mansperson, och har pekats ut som problematiskt ur könsneutralitetssynpunkt (som ett uttryck "som pekar på mannen som den självklara utgångspunkten för alla").
Pronomenet "man" kan ofta uteslutas genom att den aktuella meningen formuleras om.
Vissa av dem som anser att "man" är ett neutralitetsproblem använder istället konsekvent "en" som indefinit pronomen i dessa sammanhang. Det kan uppfattas som regionalspråk eller vardagligt, och möjligen kan det vara så att detta indefinita pronomen låter märkligt i vissa sammanhang, till exempel när man använder "man" om ett kollektiv (se exemplet med regeringen ovan).[källa behövs]

#### Pluralis modestiæ
I vetenskapliga sammanhang är det vanligt att pronomenet vi (pluralis modestiæ) förekommer istället för jag och man, i betydelsen "jag", "du" eller "jag som skriver och du som läser".

## Språk utan könsbestämda pronomen

### Baskiska
Baskiska saknar könsbestämda pronomen. Bera ("den här" / "densamma") används oftast som subjekt för människor, och hura ("den där") när man vill introducera en ny tredjeperson. Det senare används både för djur, föremål och människor precis som hori  ("den där") eller hau ("den här"), med skillnaden att hura syftar någon eller någonting längre bort från både den som talar och tilltalas, medan hori syftar på någon eller något nära den som tilltalas.

### Bengali
Trots att det har ett väldigt omfattande och komplicerat system av pronomen gör vanlig bengali ingen skillnad på kön i något av dess pronomen. Pronomen differentieras grundat på person, antal, social relation (intim, familjär eller formell), och närheten till talaren (nära, avlägsen eller frånvarande).

### Filipino
Det officiella språket i Filippinerna saknar könsbestämda pronomen: siya används för alla människor, och ibland även djur. Pronomet ito ("den"/"det") används för objekt.

### Finsk-ugriska språk

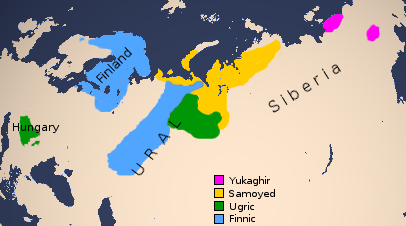
Uraliska språk. De finsk-ugriska språken är markerade med grönt (ugriska) och blått (finska språk).

Finska, estniska och ungerska är finsk-ugriska språk som hör till den uraliska språkfamiljen (de är alltså inte indoeuropeiska språk, trots att de talas i Europa). Alla pronomen är könsneutrala. De personliga pronomenen för tredje person singular och plural är hän och he på finska, tema eller ta och nemad på estniska, och ő och ők på ungerska. Det sistnämnda används för personer eller djur. 
I finskt talspråk kan samma pronomen användas om såväl personer, djur som ting. I de flesta dialekter är det se respektive ne, vilka enligt normerna för skrivspråket syftar på döda ting eller djur, som används också om personer. Finskan skulle därmed i många dialekter kunna sägas dessutom vara artneutralt.

### Georgiska
Georgiskan, ett sydkaukasiskt språk som talas i Georgien, nordöstra Turkiet och nordvästra Iran, har könsneutrala pronomen.

### Indonesiska/malajiska
På indonesiska/malajiska finns inget grammatiskt kön överhuvudtaget. Ordet dia betyder både "hon", "han", "henne", "honom", och ofta också "hennes" respektive "hans".

### Kantonesiska
Kantonesiskans pronomen för tredje person singular är keui5. Detta skrivs vanligen med 佢, som kan användas för personer oavsett kön. I mer informell skrift förekommer det ibland att radikalen "亻" byts ut mot "女" (vilket ger tecknet 姖) för att signalera kvinnligt kön. Detta är dock varken allmänt accepterat, ej heller grammatiskt eller semantiskt nödvändigt, och till skillnad från 佢 har tecknet 姖 ytterligare en betydelse i standardkinesiska.

### Mandarin
I modern talad mandarin eller standardkinesiska finns det ingen könsdistinktion bland pronomenen; pronomenet 他 (tā) betyder "han" eller "hon". Under tiden för fjärde maj-rörelsen skapades dock en ny skriven form av pronomenet, 她, för att specifikt beteckna "hon", och 他 används nu ibland med den begränsade betydelsen "han". Denna språkreform var del av en moderniseringsrörelse, och tog därför sitt mönster från europeiska språk.
I skrift används tecknen 他/她 för att beteckna "han"/"hon" (i den ordningen), 它 (tā) för "den"/"det" (objekt), 牠 (tā) för att beteckna djur, och 祂 (tā) när det syftas på Gud. Dessa pronomen uttalas alla likadant; skillnaden framträder bara i skrift.
Pronomenen är också alla formade med inflytande från en annan radikal som indikerar vad det är de betecknar, med undantag av 它. 他 kommer av 人 (rén), som (dock endast) betyder person; 她 kommer av 女 (nǚ), som betyder kvinna; 牠 kommer av 牛 (niú), som betyder ko, och 祂 kommer slutligen från 示 (shì), som betyder uppenbarelse. Därmed anses också 他 av många kinesisktalande vara ett allmänt personligt pronomen, eftersom antonymen till 她 skulle göras med radikalen för man, 男 (nán), istället för 人 som betecknar person. Ett sådant specifikt manligt pronomen innefattande 男 och 也 i sin konstruktion finns idag inte.

### Nahuatl
På det uto-aztekiska språket nahuatl, som talas i Mexiko, är alla pronomen och affix relaterade till pronomen oberoende av kön.

### Persiska
Persiskan saknar spår av grammatiskt kön: "han", "hon" och "den"/"det", uttrycks alla med pronomet u. Denna vaghet har möjliggjort en flexibilitet i hur könet hos både mänskliga älskare och den älskade gudomen i persisk poesi kan tolkas.

### Romanska språk
Possessiva pronomen i flera romanska språk är adjektivistiska på samma sätt som i svenskan, vilket innebär att de kongruensböjs efter det ägda objektets genus och numerus. Däremot skiljer sig till exempel franska från svenska på så sätt att ägarens kön inte framgår i tredje person singularis. I franska används sa och son som possessivt pronomen i tredje person för feminina respektive maskulina objekt, oavsett ägarens kön. Son livre betyder antingen "hans bok" eller "hennes bok", och sa maison betyder antingen "hans hus" eller "hennes hus". 

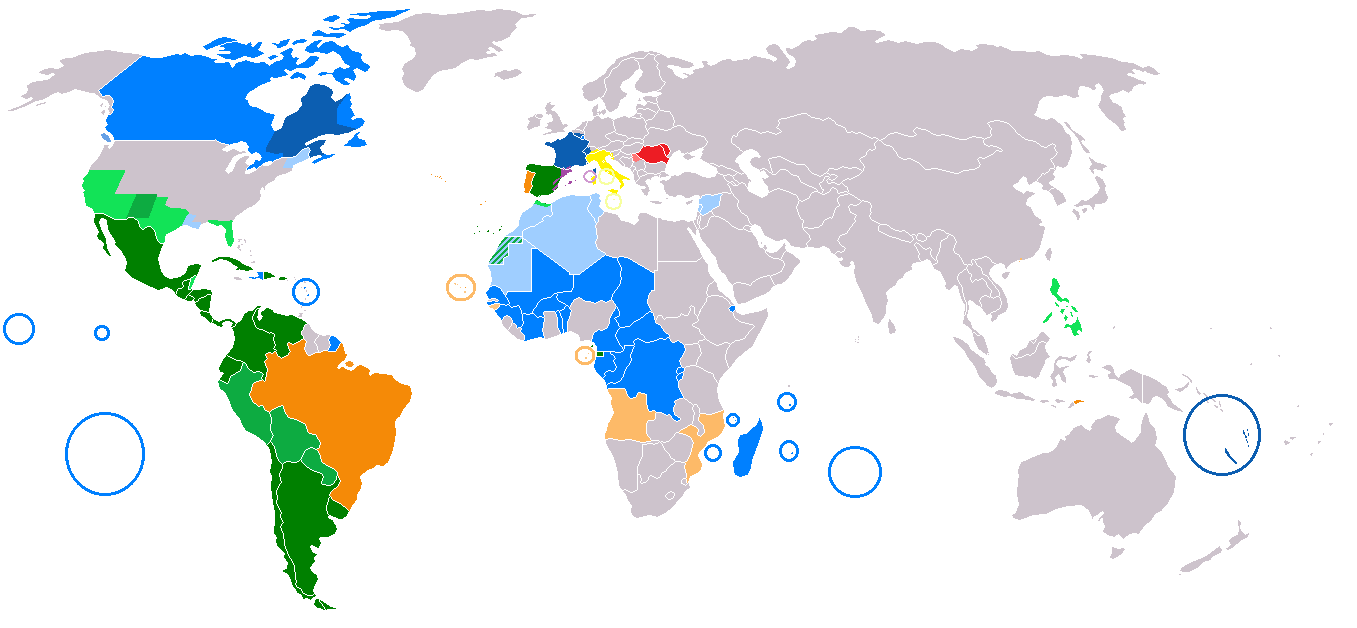
De romanska språkens utbredning.

Det är i sammanhanget också viktigt att påpeka att även om de romanska språken är könsspecifika, så är de flesta, undantaget franska, nollsubjektsspråk; de kräver inte att talaren har med ett subjekt eller pronomen i varje mening, vilket gör det möjligt att prata om en person utan att dennes kön framgår genom själva pronominet. Av långt större betydelse är det dock att romanska språk i allmänhet kräver kongruens i tal och kön av adjektiver och participiumsformer: t.ex. är det på italienska skillnad mellan "sono stato a Roma" ("Jag har varit i Rom" sagt av en man) och "sono stata a Roma" (sagt av en kvinna).

### Swahili
I swahili anges person med ett verb-prefix. I tredje person singular är prefixet a- oavsett kön, och i plural wa-. Objekt anges ibland med infix, som också de är könsneutrala.

### Turkiska språk
Alla pronomen i turkiskan, liksom i de andra turkiska språken, är könsinklusiva. "Han", "hon", "den" och "det" översätts alla med det enda turkiska pronomet i tredje person, o.